# Macromitrium lebomboense
Macromitrium lebomboense là một loài rêu trong họ Orthotrichaceae. Loài này được van Rooy mô tả khoa học đầu tiên năm 1990.